# SLIM
O Smart Lander for Investigating Moon (SLIM) é uma missão lunar da Agência Japonesa de Exploração Aeroespacial (JAXA). O módulo de pouso demonstrou tecnologia de pouso de precisão. Em 2017, o aterrissador foi planejado para ser lançado em 2021, mas isso foi adiado até 2023 devido a atrasos na missão de compartilhamento de viagens do SLIM, a Missão de Imagem de Raios-X e Espectroscopia (XRISM). Foi lançado com sucesso em 6 de setembro de 2023 às 23h42 UTC (7 de setembro, 08h42, hora legal japonesa).
Em 1 de outubro de 2023, a sonda executou sua queima de injeção translunar. Entrou em órbita ao redor da Lua em 25 de dezembro de 2023 e pousou em 19 de janeiro de 2024 às 15h20 UTC. Como resultado, o Japão se tornou o quinto país a pousar uma missão não tripulada na superfície da Lua.

## Antecedentes
O SLIM foi a primeira missão à superfície lunar do Japão e teve como objetivo demonstrar um pouso lunar preciso. Durante a sua descida à Lua, o módulo de aterragem reconheceu crateras lunares aplicando tecnologia de sistemas de reconhecimento facial e determinou sua localização atual a partir da utilização de dados de observação recolhidos pela missão orbital lunar SELENE (Kaguya). O SLIM posou suavemente com um alcance de precisão de 100 m. Em comparação, a precisão do módulo lunar Eagle da Apollo 11 de 1969 era uma elíptica com 20 km de comprimento em downrange e 5 km de largura em crossrange. De acordo com Yoshifumi Inatani, vice-diretor geral do Instituto JAXA de Ciências Espaciais e Astronáuticas (ISAS), o sucesso neste pouso extremamente preciso levaria a uma melhor qualidade da exploração espacial.
O custo esperado para o desenvolvimento deste projeto foi de 18 bilhões de ienes.

## Missão
O SLIM foi lançado com sucesso junto com o telescópio espacial Missão de Imagem de Raios-X e Espectroscopia (XRISM) em 6 de setembro de 2023 às 23:42 UTC (7 de setembro, 08h42, horário legal do Japão) e pousou perto da cratera Shioli (13.3°S, 25,2°E) através de um limite suave de estabilidade como trajetória. O SLIM entrou na órbita lunar em 25 de dezembro JST.
O estágio de descida, apelidado de Moon Sniper por sua precisão de pouso extremamente certeira, de uma elipse de pouso de cerca de 100 metros, pousou na Lua em 19 de janeiro de 2024, no Mare Nectaris. O Japão se tornou a quinta nação a pousar com sucesso um módulo de pouso operacional na Lua, depois dos EUA, URSS, China e Índia.